# С. С. Ван Дайн
С. С. Ван Дайн (англ. S. S. Van Dine) (15 октября 1888, Шарлотсвилл (Виргиния) — 11 апреля 1939, Нью-Йорк) — псевдоним американского журналиста, искусствоведа, художественного критика, писателя Уилларда Хантингтона Райта, являвшегося одним из представителей золотого века детектива (1920-е, 1930-е годы). Известен как автор свода «20 правил для пишущих детективы».

## Биография
Уиллард Хантингтон Райт родился в семье Арчибалда Дэвенпорта Райта и Энни Ван Вранкен Райт 15 октября 1888 года в городе Шарлотсвилл, штат Вирджиния, США.